# Atriplex quinii
Atriplex quinii là loài thực vật có hoa thuộc họ Dền. Loài này được F.Muell. mô tả khoa học đầu tiên năm 1888.